# FK Jedinstvo Ub
Der FK Jedinstvo Ub (vollständiger Name auf Serbisch: Фудбалски клуб Јединство Уб − ФК Јединство Уб, Fudbalski klub Jedinstvo Ub – FK Jedinstvo Ub), auch bekannt als Jedinstvo Ub oder einfach nur Jedinstvo, was so viel wie „Einigkeit“ oder „Einheit“ bedeutet, ist ein serbischer Fußballverein aus der Kleinstadt Ub, der in der Super liga spielt, der höchsten Spielklasse im serbischen Fußball.
Gegründet 1920, verbrachte der Verein die ersten Jahrzehnte in den regionalen Ligen des Königreichs Jugoslawien (1918–1945). Auch im sozialistischen Jugoslawien (1945–1992) spielte er, abgesehen von paar Jahren der Drittligazugehörigkeit, in den unteren Ligen. Für größeres Aufsehen sorgte der Club in der Zeit der Bundesrepublik Jugoslawien (1992–2003) und von Serbien und Montenegro (2003–2006), als der FK Jedinstvo Ub von 2000 bis 2006 sechs Jahre in der 2. Liga spielte. Seit der Auflösung des Staatenbundes 2006 spielte er auch in Serbien zunächst in den unteren Ligen.
Im Jahr 2016 übernahm der serbische Nationalspieler und Spieler des FC Chelsea, Nemanja Matić, den Verein, für den er in der Jugend spielte. Seitdem machte er einige Fortschritte, sodass Jedinstvo Ub 2022 nach 16 Jahren wieder in die 2. Liga aufstieg und seit 2024 erstmals in der 1. Liga spielt. Seine Heimspiele trägt der Verein im 1976 erbauten Stadion Dragan Džajić aus, seit 2024 auch im Stadion Voždovac, das sich in Belgrad befindet.
Zu den herausragendsten Spielern, die in den letzten 25 Jahren für die Seniorenmannschaft des Vereins aktiv waren, zählen Dušan Basta, Boško Janković, Aleksandar Luković, Radosav Petrović sowie zuletzt Ivan Radovanović, Darko Jevtić und Uroš Matić. Als größte Erfolge der Vereinsgeschichte gelten die serbische Zweitliga-Vizemeisterschaft 2024 und der Aufstieg in die 1. serbische Liga 2024.

## Geschichte

### 1918–1992: Gründungsjahre und erste größere Erfolge

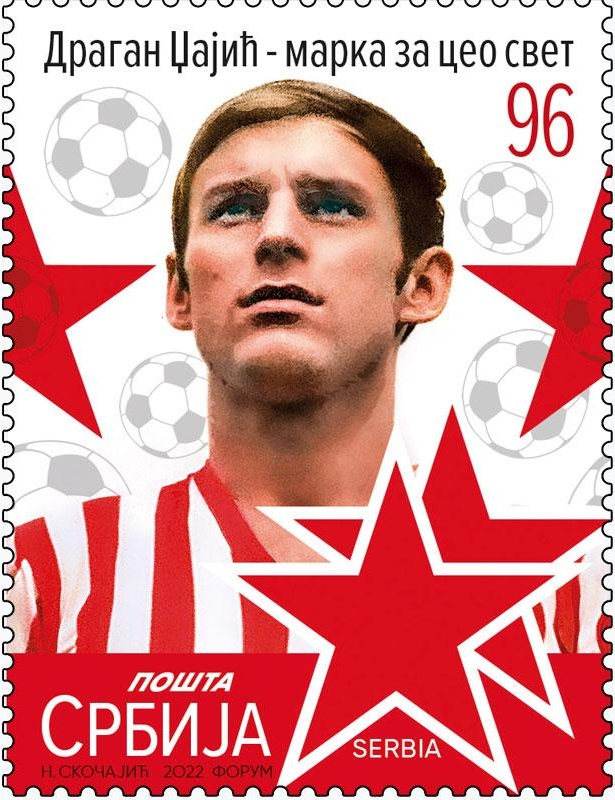
Džajić im Trikot von Roter Stern auf einer serbischen Briefmarke (2022).

Der FK Jedinstvo Ub gehört zu den ältesten und bekanntesten Fußballclubs in Serbien. Seine Gründung fiel in eine Zeit, in der der Fußball in Serbien und im ehemaligen Jugoslawien (1918–2003) an Popularität gewann. Im Jahr 1920 wurde er von einer Gruppe Einheimischer in der serbischen Kleinstadt Ub im Königreich Jugoslawien (1918–1945) ins Leben gerufen. In den ersten Jahrzehnten seines Bestehens spielte der Verein in regionalen Ligen. Zu dieser Zeit spielte der aus Ub stammende Ratko Čolić für den Club, bevor er später zum jugoslawischen Nationalspieler avancierte.
Während des Zweiten Weltkrieges(1939–1945) wurde Jugoslawien 1941 von Nazi-Deutschland und seinen Verbündeten überfallen, besetzt und in verschiedene Zonen unterteilt. Ein erheblicher Teil Serbiens, einschließlich der Region um Ub, fiel unter die brutale Herrschaft der NS-Diktatur. Unter der militärischen Okkupation musste der Verein seinen Spielbetrieb einstellen, und die Region schloss sich dem bewaffneten Widerstand gegen die Besatzer an. Mit dem Sieg der jugoslawische Volksbefreiungsarmee 1944 wurde Ub wieder Teil des nun Sozialistischen Jugoslawien (1945–1992). In diesem Ligasystem nahm der Club von Anfang an teil und feierte seine ersten größeren Erfolge. Er spielte 1952 in der 3. Liga, 1953 in der 2. Liga und erneut in der 3. Liga von 1967 bis 1969, von 1978 bis 1981 sowie 1986. Während dieser Periode wurde 1976 auch das Heimstadion gebaut.
Neben Čolić, der sich in den 1950er beim Partizan international einen Namen machte, trugen vor allem zwei weitere Spieler, die ebenfalls aus Ub stammten und in der Jugend des Vereins groß wurden, zur Popularität von Jedinstvo bei: Dragan Džajić und Dušan Savić. Džajić wurde in den 1960er von Miljan Miljanić, dem damaligen Jugendtrainer und späteren Proficoach von Roter Stern und Real Madrid, im Alter von 15 Jahren in Ub entdeckt. Bei Roter Stern entwickelte er sich zu einem der besten linken Flügelspieler aller Zeiten. Bei der Ballon d'Or-Wahl 1968 belegte Džajić den dritten Platz, hinter Bobby Charlton und George Best. Auch Savić wechselte 1972 als 16-jähriger zu Roter Stern, wo er Torschützenkönig der 1. Liga und Spieler von internationalem Format wurde. Alle drei haben die Bekanntheit des Clubs bis heute stark geprägt, auch wenn Čolić der einzige war, der für die erste Mannschaft spielte.

### 1992–2006: Partnerschaft mit Roter Stern und 2. Liga

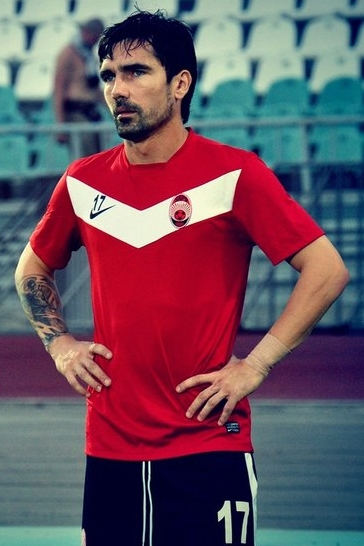
Ignjatijević, 2012 im Trikot von Sorja Luhansk, spielte von 2002 bis 2005 insgesamt 79 Mal für Jedinstvo.

Mit dem Ende des 1945 gegründeten Sozialistischen Jugoslawien im Jahr 1991 wurde 1992 die Bundesrepublik Jugoslawien gegründet, die aus Serbien und Montenegro bestand. Im Jahr 2003 änderte sie ihren Namen in Serbien und Montenegro, der bis zur Auflösung des Staatsbundes 2006 Bestand hatte. Somit war der Verein von 1992 bis 2006 im Ligasystem der Bundesrepublik und in dem von Serbien-Montenegro aktiv. Zu Beginn dieser Periode spielte er in den unteren Ligen, doch in den späten 1990er etablierte man eine Partnerschaft mit dem serbischen Spitzenverein Roter Stern Belgrad und wurde deren Entwicklungsaffiliate. Eines der ersten bedeutenden Leihgeschäfte war Nenad Kovačević, der für die Saison 1997/1998 nach Ub ausgeliehen wurde, sich später zum serbischen Nationalspieler entwickelte und in der Ligue 1 spielte. Ende März 1999 wurde der Fußballbetrieb aufgrund der NATO-Angriffe auf Jugoslawien im Rahmen des Kosovokriegs (Februar 1998 – Juni 1999) landesweit eingestellt, wobei auch Ub und die Region bombardiert wurde.
Im Jahr 2000 gewann Jedinstvo Ub die 3. Liga und sicherte sich zum ersten Mal in der Vereinsgeschichte den Aufstieg in die 2. Spielklasse, genauer gesagt in die damalige Gruppe West der aus vier Gruppen bestehenden 2. Liga. Nach dem Abstieg 2002 sicherte sich Jedisntvo im folgenden Jahr mit einem weiteren Meistertitel den Wiederaufstieg und verbrachte die nächsten drei Jahre in der 2. Spielklasse, wobei er 2004 unter Nebojša Maksimović den dritten Platz erreichte. Somit verbrachte Jedinstvo von 2000 bis 2006 insgesamt sechs Jahre in der 2. Liga. Während dieser Zeit absolvierte Innenverteidiger Nikola Ignjatijević zwischen 2002 und 2005 insgesamt 79 Spiele für den Verein.
Zu diesen Erfolgen trug die Partnerschaft mit Roter Stern maßgeblich bei, denn von 1999 bis 2005 spielten nahezu hundert Spieler aus Belgrad in Ub. Die bekanntesten unter ihnen waren Dušan Basta, Boško Janković und Aleksandar Luković, die später in der Serie A aktiv waren, aber auch Dragan Mrđa, der ebenfalls eine internationale Karriere einschlug. Gemeinsam trugen sie 2004 zu dem dritten Platz bei. Darüber hinaus konnte man sich für den jugoslawischen Pokal qualifizieren, wo Jedinstvo 2003 in der 1. Runde den favorisierten Erstligisten Vojvodina überraschend im Elfmeterschießen besiegte, anschließend jedoch im Achtelfinale an den Erstligisten Zemun mit 0:1 scheiterte, ebenso wie 2004 in der 1. Runde an Smederevo. Darauf solle man sich über Jahre nicht mehr für den nationalen Pokal qualifizieren.

### 2006–2024: Übernahme durch Matić und Erstklassigkeit

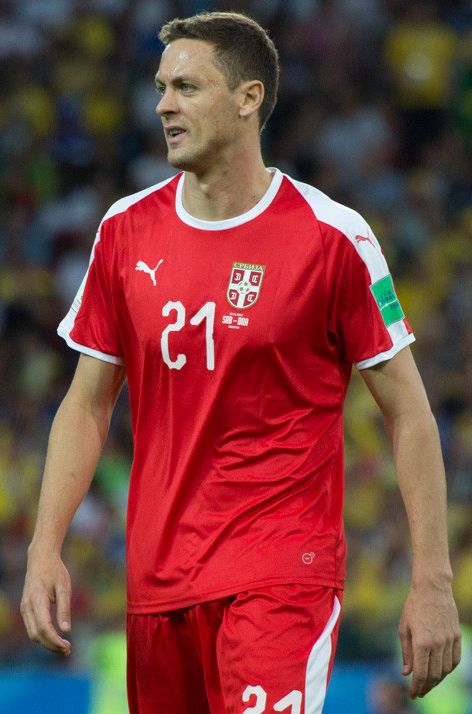
Matić bei der WM 2018, der 2016 Jedinstvo Ub übernahm.

Seit der Auflösung des Staatenbundes von Serbien und Montenegro im Jahr 2006 spielte der Verein in Serbien über einen längeren Zeitraum abwechselnd in der 3. und 4. Liga. Zwischen 2006 und 2012 verbrachte er sechs Jahre in der 3. Liga West. In den Jahren 2013 und 2014 wurde der FK Jedinstvo Ub Vizemeister und kehrte zur Saison 2014/15 in die 3. Liga zurück, musste jedoch 2016 erneut in die 4. Liga absteigen.
Kurz darauf wurde Jedinstvo Ub von dem serbische Nationalspieler Nemanja Matić übernommen, während er beim FC Chelsea unter Vertrag stand. Dabei spielte der serbische Nationalspieler und Matićs Jugendfreund Radosav Petrović von Sporting Lissabon eine besonders unterstützende Rolle und half dem Verein zudem auch finanziell. Matić stammt aus dem wenige Kilometer von Ub entfernten Dorf Vrelo und spielte in der Saison 2005/06 sein letztes Jugendjahr für Jedinstvo. Petrović wurde in Ub geboren und verbrachte seine Jugend bei Jedinstvo, wo er in der Saison 2006/07 für die erste Mannschaft in der 3. Liga spielte. Durch die Übernahme verbesserte sich schließlich die Situation für den Club aus dem Westen Serbiens.
Bereits 2017 kehrten sie als Vizemeister in die 3. Liga zurück und konkurrierten dort bis 2022, wobei sie die Saison auf dem 3. Platz abschlossen. Im Juni 2022 wurde der Verein durch den Serbischen Fußball-Bund (FSS) administrativ in die 2. Liga befördert, um den vakanten Platz, der OFK Žarkovo aus finanziellen Gründen hinterlassen wurde, zu füllen. Zur Saison 2023/2024  wurde der Serie-A-Legionär Ivan Radovanović verpflichtet. Nach Beendigung seiner Spielerkarriere zu Beginn der Rückrunde übernahm er das Traineramt der Mannschaft. Da er jedoch keine Lizenz für die Führung von Zweitligisten besaß, wurde das Team formal von Co-Trainer Slaven Kovačević geleitet, während die tatsächlichen Entscheidungen von Radovanović getroffen wurden. Unter seiner Führung erreichte Jedinstvo Ub den Vizemeistertitel und trat somit erstmals in der 1. serbischen Liga an.
Zusätzlich stellte Jedinstvo Ub mit den ghanaischen Stürmern Kwaku Karikari und Zubairu Ibrahim den zweit- und drittplatzierten in der Torschützenliste. Karikari erzielte 13 Tore und Ibrahim 10 Tore, womit Jedinstvo das gefährlichste Sturmduo der Liga bildeten. Darüber hinaus konnten sie sich durch die Teilnahme am serbischen Pokal 2023/24 nach 18 Jahren wieder für den nationalen Pokal qualifizieren, wo sie mit 0:1 an den Favoriten Partizan scheiterten.

### 2024–heute: Schwerer Start und Zurechtfindung

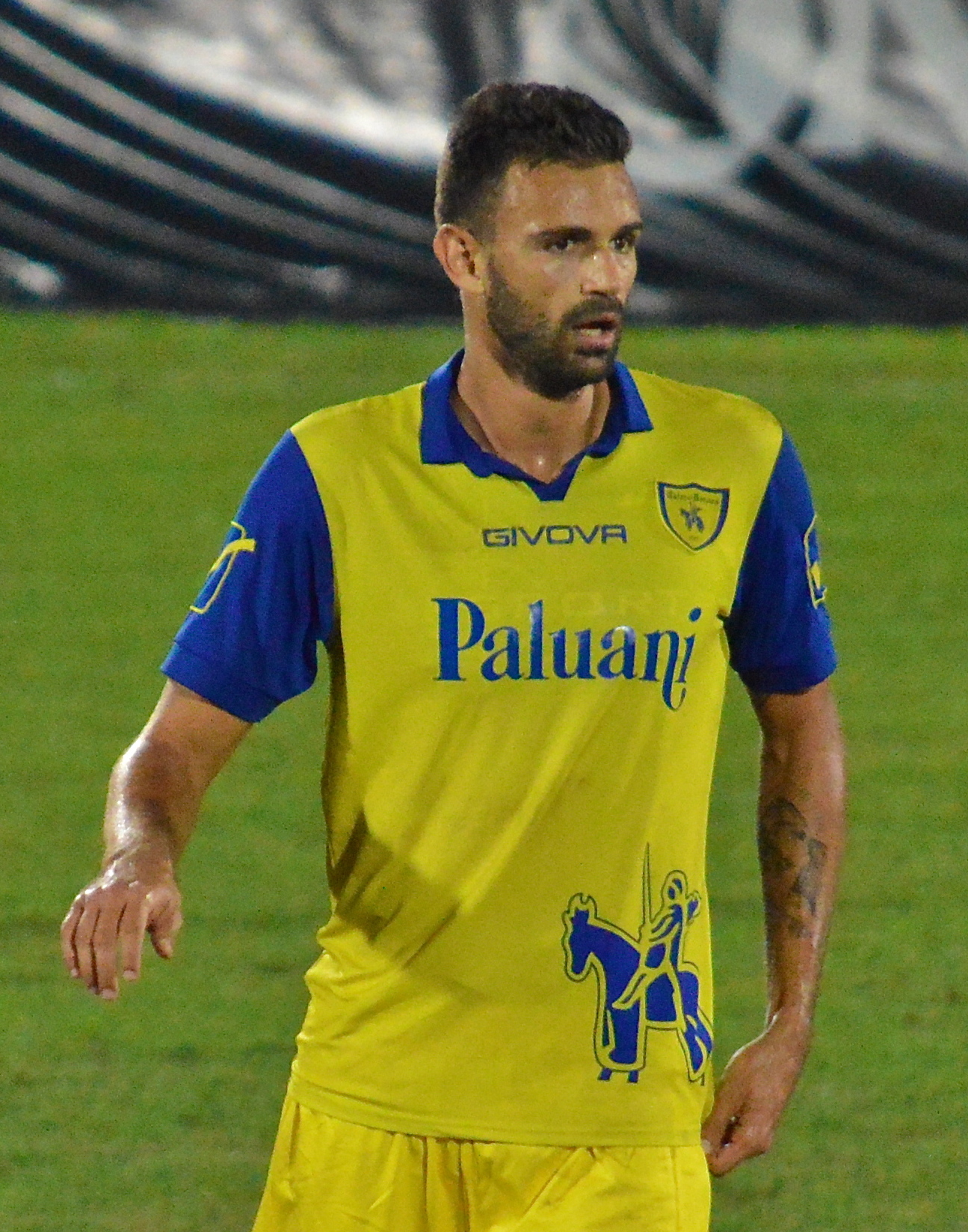
Radovanović 2015 im Trikot von Chievo Verona, der in der 2023/24 Spielertrainer in Jedinstvo war.

Vor ihrem Erstligadebüt verließen im Sommer 2024 drei Leistungsträger den Verein: das ghanaische Sturmduo Kwaku Karikari und Zubairu Ibrahim sowie Miodrag Pivaš. Karikari wechselte für 300.000 Euro zum AC Horsens, während Ibrahim für 500.000 Euro zu Partizan ging. Der junge Serbe Pivaš wurde für 800.000 Euro von Newcastle United verpflichtet, was ihn zum Rekordabgang des Verein machte. Im Gegenzug verpflichtete der Verein Darko Jevtić und Uroš Matić, der in der Jugend von Ub spielte und der Bruder von Nemanja Matić ist. Neben dem 2023 verpflichteten Ivan Radovanović gelten sie als die bisher prominentesten Neuzugänge des Vereins. Auf der anderen Seite wurden auch zahlreiche, vor allem junge Spieler aus verschiedenen Ländern der Welt verpflichtet, von denen die meisten keine Erfahrung im europäischen Fußball hatten und dem serbischen Fußballöffentlichkeit weitgehend unbekannt waren. Zu einem bestimmten Zeitpunkt hatte der Verein 16 ausländische Spieler, von denen 14 über die ganze Hinrunde bleiben sollten. Daneben stellte man das jüngste Team der Liga. So war bei Saisonbeginn Stammtorwart Vukašin Jovanović gerade mal 16 Jahre alt.
In den ersten beiden Spieltagen der Saison 2024/25 traf Jedinstvo Ub auf die beiden traditionell stärksten Vereine im serbischen Fußball, Roter Stern und Partizan. In beiden Begegnungen verlor man mit 0:4. Nach zwei weiteren Niederlagen, in denen der linke Außenverteidiger Stefan Golubović für den Verein das erste Tor in der höchsten Spielklasse erzielte, trennte man sich überraschend einvernehmlicher von Radovanović. Nur wenige Stunden später wurde Miloš Obradović als neuer Trainer verpflichtet. Damit übernahm er zum dritten Mal in seiner Karriere das Ruder bei Jedinstvo, nachdem er bereits dort in den Spielzeiten 2018/19 und von 2020 bis 2023 tätig war. Zuvor hatte die Mannschaft unter Co-Trainer Slaven Kovačević am 5. Spieltag mit einem 1:1-Unentschieden gegen Tekstilac ihren ersten Punkt der Saison geholt.
Die Rückkehr von Obradović brachte jedoch keinen erhofften Aufschwung. In 13 Spielen gelangen der Mannschaft unter seiner Leitung lediglich ein Sieg – gegen Spartak Subotica (2:0) – sowie ein Unentschieden gegen Vojvodina (1:1). Zudem musste das Team 11 Niederlagen hinnehmen, darunter eine Heimniederlage in der 1. Runde des serbischen Pokals gegen Čukarički (0:1). Letztendlich trennte man sich auch von Obradović und zur Winterpause fand sich die Mannschaft auf den letzten Platz wieder. Es gab Stimmen, die die bisherige Transferpolitik des Vereins kritisierten und darauf hinwiesen, dass besonders die neuen Talente der 1. serbischen Liga nicht gewachsen seien und dass die Vereinsführung die Liga unterschätzt hätte. Bereits während der Saison, insbesondere jedoch in der Winterpause, trennte man sich schließlich von zahlreichen Spielern. Zudem beendete Uroš Matić seine Spielerkarriere und wurde zur Rückrunde als Trainer berufen. Matić debütierte zum Start der Rückrunde am 21. Spieltag Auswärts mit einer 0:2-Niederlage gegen IMT. Wie schon ab Mitte der Hinrunde wird der Verein seine Heimspiele weiterhin im Stadion Voždovac austragen, das sich 63 Kilometer entfernt in Belgrad befindet. Am 16. Februar 2020 gab Jedinstvo Ub die Verpflichtung des ehemaligen Mainz-05-Spielers Abass Issah bekannt. Dies war der erste Transfer eines Spielers mit Bundesliga-Erfahrung für den Verein.

## Persönlichkeiten

### Kader der Saison 2024/25
Stand: 17. Februar 2025
| Nr. |                         | Position | Name                                             |
| --- | ----------------------- | -------- | ------------------------------------------------ |
| 1   | Serbien                 | TW       | Ivan Jovanović                                   |
| 4   | Serbien                 | AB       | Ivan Rogač                                       |
| 5   | Kroatien                | AB       | Viktor Damjanić (Leihgabe von Lokomotiva Zagreb) |
| 7   | Schweiz                 | MF       | Darko Jevtić                                     |
| 10  | Serbien                 | MF       | Danilo Miladinović                               |
| 11  | Serbien                 | AB       | Nemanja Doderović                                |
| 17  | Usbekistan              | ST       | Amirbek Saidov                                   |
| 18  | Serbien                 | MF       | Strahinja Rakić                                  |
| 19  | Serbien                 | ST       | Branislav Runjajić                               |
| 20  | Vereinigte Staaten      | ST       | Ethan Hoard                                      |
| 21  | Georgien                | MF       | Levan Jordania                                   |
| 23  | Spanien                 | ST       | Simón Moreno                                     |
| 24  | Bosnien und Herzegowina | ST       | Nemanja Majkić                                   |
| 25  | Serbien                 | AB       | Uroš Savković                                    |
| 26  | Serbien                 | AB       | Dimitrije Aćimović                               |
| 27  | Serbien                 | ST       | Uroš Stevančević                                 |
| 30  | Serbien                 | MF       | Luka Mladenović                                  |

| Nr. |                | Position | Name                                        |
| --- | -------------- | -------- | ------------------------------------------- |
| 31  | Ghana          | ST       | Richardson Kwaku Denzell                    |
| 33  | Nordmazedonien | AB       | Stefan Petkoski Cimbaljević                 |
| 45  | Serbien        | ST       | Radomir Lazić                               |
| 47  | Serbien        | ST       | Uroš Damnjanović                            |
| 55  | Serbien        | ST       | Vojin Vesković                              |
| 69  | Frankreich     | TW       | Justin Bengui (Leihgabe von Olympique Lyon) |
| 70  | Serbien        | MF       | Marko Mitrović                              |
| 77  | Serbien        | AB       | Stefan Golubović                            |
| 80  | Serbien        | MF       | Veljko Kijevčanin                           |
| 88  | Serbien        | TW       | Vukašin Jovanović (Leihgabe von Partizan)   |
| 90  | Serbien        | ST       | Mladen Kiselčić                             |
| 96  | Serbien        | AB       | Aleksa Paić                                 |
| 99  | Montenegro     | TW       | Mišo Dubljanić                              |
|     | Serbien        | AB       | Mirko Andrić                                |
|     | Serbien        | AB       | Kristijan Bošković                          |
|     | Ghana          | ST       | Abass Issah                                 |
|     | Ghana          | ST       | Sulemana Toffic                             |

### Spieler mit doppelter Staatsangehörigkeit

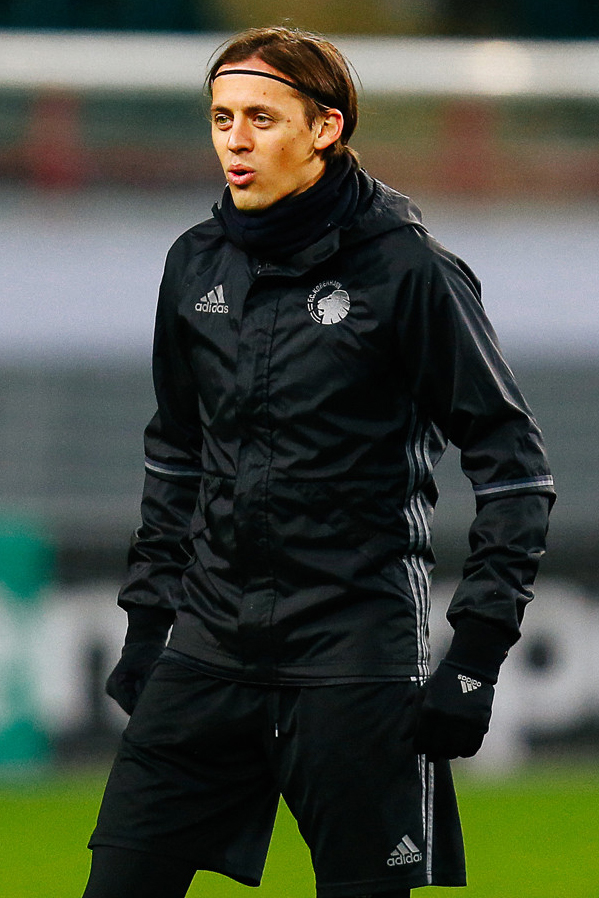
Der aktuelle Trainer Uroš Matić beim FC Kopenhagen (2017).

| - Nemanja Doderović - Marko Mitrović - Luka Mladenović - Aleksa Paić - Ivan Rogač - Mišo Dubljanić |  | - Nemanja Majkić - Stefan Petkoski Cimbaljević - Darko Jevtić - Justin Bengui - Levan Jordania |

### Trainerstab der Saison 2024/25
Stand: 8. Februar 2025

### Vereinsführung
Stand: 8. Februar 2025

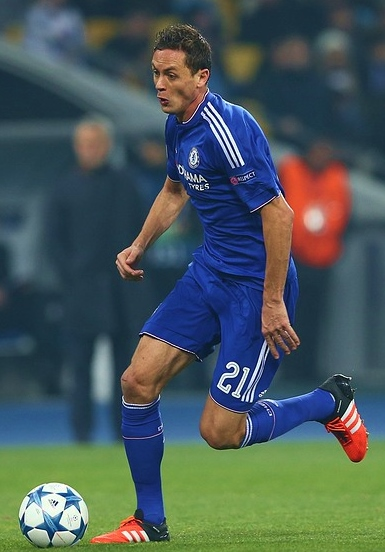
Nemanja Matić bei Chelsea (2015).

Im Jahr 2016 übernahm der serbische Nationalspieler Nemanja Matić, der zu diesem Zeitpunkt für den FC Chelsea spielte, den Verein. Eine entscheidende Rolle spielte dabei sein Jugendfreund Radosav Petrović, der zu diesem Zeitpunkt für Sporting Lissabon aktiv war. Petrović unterstützte nicht nur Matić, sondern half dem Verein auch finanziell in dieser Übergangsphase. Matić stammt aus dem Dorf Vrelo, nur wenige Kilometer von Ub entfernt, und verbrachte seine letzte Jugendspielzeit in der Saison 2005/06 bei Jedinstvo. Petrović, der in Ub geboren ist, durchlief seine gesamte Jugend bei Jedinstvo und spielte in der Saison 2006/07 für die erste Mannschaft in der 3. Liga. Nach der Übernahme wurde Darko Matić als Vereinspräsidenten berufen. 

### Ehemalige Spieler
Das ist eine Liste von Spielern, die für die Senioren des Vereins und auf Länderspielebene gespielt haben.
| - Edrissa Ceesay (2024) - Said Khamis Said (2023/24) - Ivan Radovanović (2023) - Radosav Petrović (2006/07) - Nikola Beljić (2003–2005) - Dragan Mrđa (2003–2005) - Veseljko Trivunović (2003, 2004/05) |  | - Đorđe Tutorić (2002–2005) - Dušan Basta (2003/04) - Boško Janković (2003/04) - Aleksandar Luković (2003/04) - Nenad Đorđević (1998/99) - Nenad Kovačević (1997/98) - Ratko Čolić (vor 1946) |

### Ehemalige Trainer
| Period    | Name               |
| --------- | ------------------ |
| 2012–2014 | Žarko Jovanović    |
| 2014–2015 | Srđan Jovanović    |
| 2015–2016 | Žarko Jovanović    |
| 2016–2017 | Žarko Anđić        |
| 2017–2018 | Veroljub Dukanac   |
| 2018–2019 | Miloš Obradović    |
| 2019–2020 | Srđa Knežević      |
| 2020–2023 | Miloš Obradović    |
| 2023      | Aleksandar Kristić |
| 2023      | Žarko Jovanović    |
| 2023–2024 | Ivan Radovanović   |
| 2024      | Miloš Obradović    |

## Erfolge
Jedinstvo Ub spielte anfangs im Ligasystem des Königreich Jugoslawien (1918–1941) und am längsten in dem des Sozialistischen Jugoslawien (1945–1992). Mit dem Ende des Sozialistischen Jugoslawien im Jahr 1991 wurde 1992 die Bundesrepublik Jugoslawien gegründet, die aus Serbien und Montenegro bestand. Im Jahr 2003 änderte sie ihren Namen in Serbien und Montenegro, der bis zur Auflösung des Staatsbundes 2006 Bestand hatte. Seit der Auflösung spielte der Verein im Ligasystem von Serbien. Nach dem Zerfall Jugoslawiens wurde Serbien alleiniger Rechtsnachfolger der Bundesrepublik Jugoslawien. Somit gelten alle erreichten Erfolge als gültig und werden weiterhin in Fußball-Wertungen mit einbezogen.
Jugoslawische/Serbische Zweitliga-Meisterschaft
- Vizemeister: 2024
- Dritter: 2004

Jugoslawische/Serbische Drittliga-Meisterschaft
- Meister: 2000, 2003
- Vizemeister: 2021
- Dritter: 2019, 2022

Jugoslawische/Serbische Viertliga-Meisterschaft
- Meister: 2013, 2014, 2017